# Май, Ульрика
Ульрика Май (нем. Ulrike Mai, урожд. Ульрика Кунце, нем. Ulrike Kunze; род. 6 января 1960, Дрезден) — немецкая актриса театра, кино и телевидения. Помимо родного немецкого говорит на английском, французском и русском языках.

## Биография
В 1978—1981 годах Ульрика Кунце обучалась в Актёрском училище имени Эрнста Буша в Берлине. В 1980 году получила известность в СССР, исполнив роль Анны Монс в фильмах Сергея Герасимова «Юность Петра» и «В начале славных дел», экранизировавших роман «Пётр Первый» Алексея Толстого.
После завершения учёбы в Берлине до 1984 года выступала на сцене Магдебургского городского театра, а в 1984—1987 годах продолжила актёрскую карьеру в городе Галле. В 1985 году сыграла в кинокомедии «Двойник приходит на помощь». В 1987 году Ульрика Кунце начала работу на государственном телевидении ГДР (DDR-FS). В том же году Ульрика вышла замуж за немецкого актёра и режиссёра Юргена Мая и взяла его фамилию. В сериале 1990—1993 годов «Арабелла возвращается» Ульрика Май озвучила героиню Мирославы Шафранковой.
С 1980-х по 2000-е годы Ульрика Май сыграла в разных ролях в одиннадцати эпизодах сериала «Телефон полиции — 110». В 2005—2007 годах  исполняла роль Хельги Пленске в сериале «Любовь в Берлине».
С 2000 года по настоящее время служит в Дрезденском театре комедии.

## Фильмография
- 1970–н. в. — Место преступления / Tatort (сериал) — 4 эпизода с 1990 по 2003 год
- 1971–н. в. — Телефон полиции — 110 / Polizeiruf 110 (сериал) — 11 эпизодов с 1984 по 2003 год.
- 1980 — Юность Петра — Анна Монс
- 1980 — В начале славных дел — Анна Монс
- 1985 — Кормилец акул / Der Haifischfütterer — Юлия
- 1985 — Sachsens Glanz und Preußens Gloria - Aus dem siebenjährigen Krieg — баронесса Пепита фон Ностиц
- 1985 — Sachsens Glanz und Preußens Gloria: Brühl — баронесса Пепита фон Ностиц
- 1985 — Двойник приходит на помощь / Der Doppelgänger — Сабина
- 1985 — Es steht der Wald so schweigend — Анна
- 1985 — Die Wäscherin von Portillon — мадемуазель Тинет
- 1986–1998 — Liebling Kreuzberg (сериал) — фрау Хольштайн
- 1987–2013 — Сельский врач Der Landarzt (сериал) — фрау Кёрнер
- 1987 — Die Brummeisenprinzessin — принцесса Йозефина
- 1988 — Вот, мой отец! / Mensch, mein Papa...! — девушка
- 1988 — Präriejäger in Mexiko: Бенито Хуарес / Präriejäger in Mexiko: Benito Juarez — Ресиделла
- 1988 — Präriejäger in Mexiko: Клюв коршуна / Präriejäger in Mexiko: Geierschnabel — Ресиделла
- 1989 — Стеклянный факел / Die gläserne Fackel (мини-сериал) — Мета Штайнхютер
- 1989 — Späte Ankunft — Фридерика Кён
- 1990 — Мария Груббе / Marie Grubbe — Фидель Карен
- 1992–н. в. — Мариенхоф / Marienhof (сериал) — Хильда Мёльман-Поппель
- 1992 — Карл Май / Karl May — Эмма Полльмер
- 1995–2004 — Für alle Fälle Stefanie (сериал) — Эльке Рихардс
- 1995–н. в. — Наш Чарли / Unser Charly (сериал) — Мони Цолльнер
- 1996 — Мона М / Mona M. - Mit den Waffen einer Frau (сериал) — доктор Анна Керн
- 1998–н. в. — Все друзья / In aller Freundschaft (сериал) — Мария Вольтер
- 1998–н. в. — Маленькие Эйнштейны / Schloss Einstein (сериал) — Кристина Байер-Йохансон
- 2001 — Джульетта / Julietta — Polizeibeamtin
- 2001–н. в. — Криминальный кроссворд / SOKO Leipzig (сериал) — Лариса Голльхардт
- 2001 — Schutzengel gesucht — мать Тины
- 2002–2005 — Эдель и Штарк / Edel & Starck (сериал) — Аня Вайгерт
- 2005–2007 — Любовь в Берлине / Verliebt in Berlin (сериал) — Хельга Пленске
- 2006 — Das unreine Mal — Андреа
- 2007 — Исчезновение / Vermisst - Liebe kann tödlich sein — Марлис Хаусбах
- 2012–н. в. — Alles Klara (сериал) — Магда Роксер
- 2013 — Alles Chefsache! — секретарша Грета
- 2018 — Tatverdacht: Team Frankfurt ermittelt (сериал) — Габи Йеннер